# Комаццо
Комаццо (итал. Comazzo) — коммуна в Италии, располагается в регионе Ломбардия, в провинции Лоди.
Население составляет 2003 человека (2008 г.), плотность населения составляет 167 чел./км². Занимает площадь 12 км². Почтовый индекс — 26833. Телефонный код — 02.
Покровителем коммуны почитается святой Матерн Миланский, празднование 18 июля.

## Демография
Динамика населения:

## Администрация коммуны
- Официальный сайт: http://www.comunedicomazzo.it/